# Samtawissi-Kathedrale

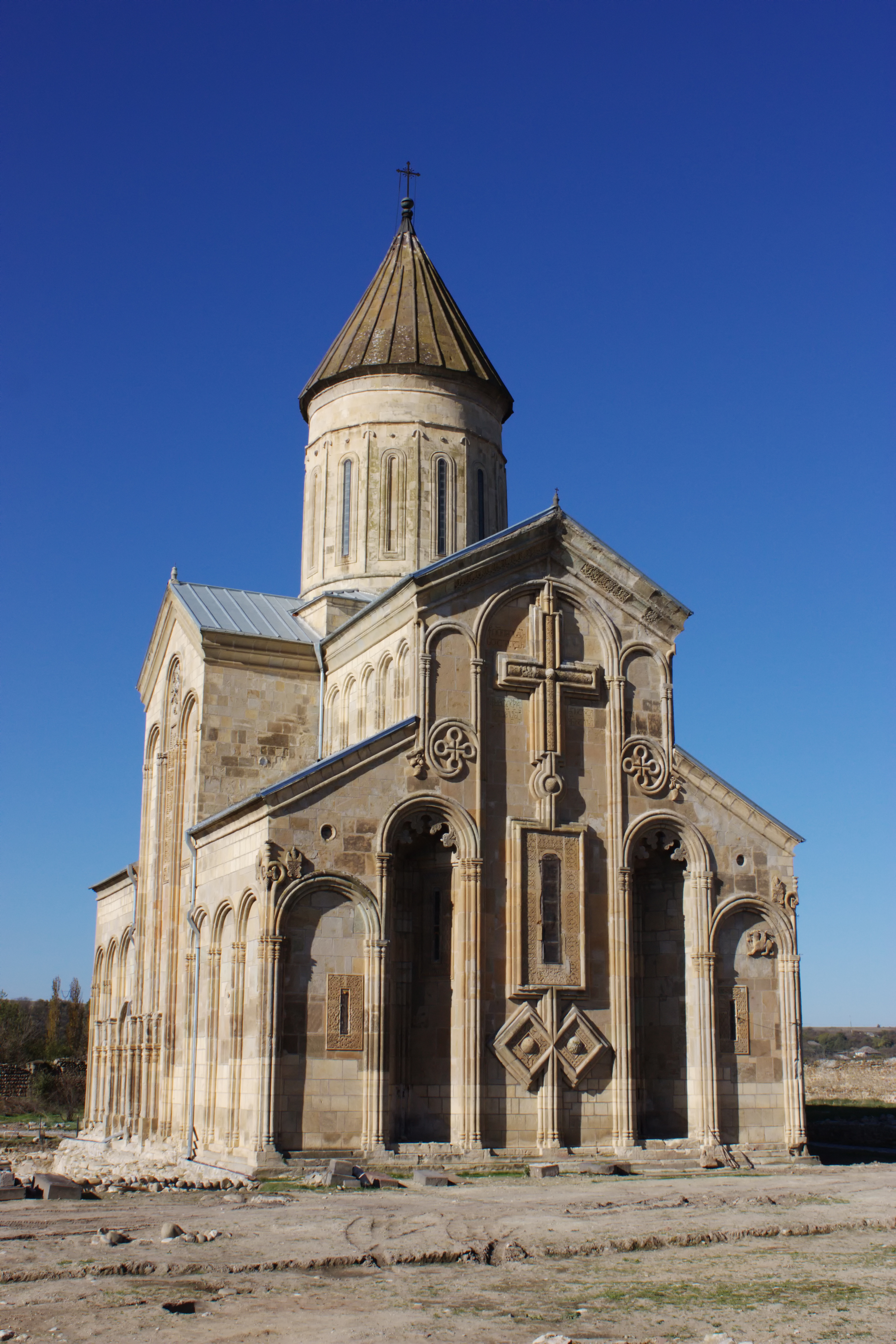
Die Kathedrale von Samtawissi

Die Kathedrale von Samtawissi oder kurz Samtawissi (georgisch სამთავისის ტაძარი, სამთავისი; sɑmtʰɑvɪsɪs tʼɑd͡zɑrɪ, sɑmtʰɑvɪsɪ) ist eine georgisch-orthodoxe Kathedralkirche in der georgischen Region Innerkartlien, in der Munizipalität Kaspi, im gleichnamigen Dorf Samtawissi. Sie liegt am linken Ufer des Flusses Lechura.

## Geschichte
Nach einer georgischen Überlieferung wurde die erste Kirche in Samtawissi neben den drei anderen georgischen Kirchen (Sioni-Kathedrale, Ertazminda-Kathedrale, Zilkani und Metechi) vom König Wachtang I. Gorgassali errichtet. Als Jahr des Baus wird 472 angenommen. Von der ersten Kirche sind heute keine Überreste vorhanden. In den 10. bis 11. Jahrhunderten wurde in Samtawissi noch eine kleine Kirche errichtet. In den historischen georgischen Quellen sind ungenügend Informationen über dieses Gebäude überliefert.

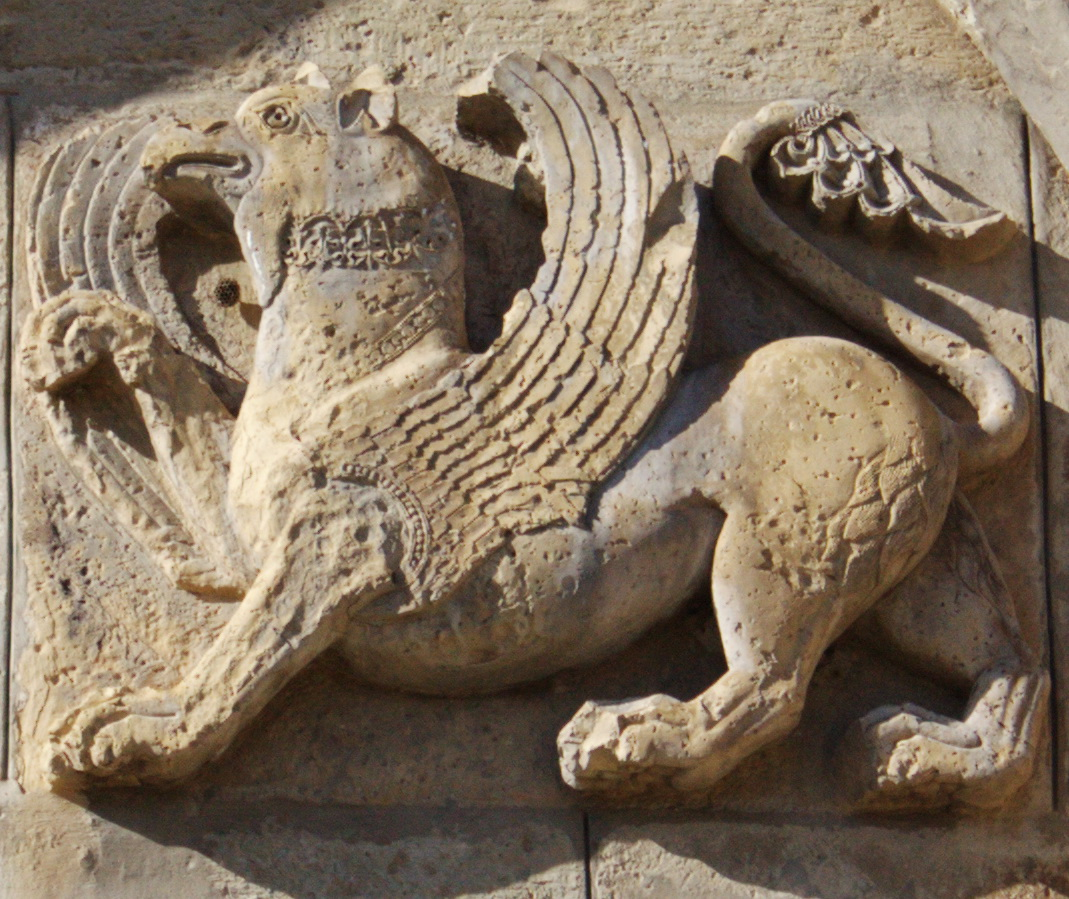
Ein Hochrelief des Greifs an der Wand der Kirche

Die heutige Kirche wurde durch eine Inschrift, die sich an einem Stein über dem westlichen Tor befindet, sicher datiert. Durch diese Inschrift ist auch der Erbauer des Gebäudes bekannt. Nach der Inschrift wurde die Kirche von Ilarion Samtawneli 1030 erbaut. 1050 errichtete er auch einige Nebengebäude des Kirchenkomplexes.
Im 15. Jahrhundert wurde die Kathedrale stark beschädigt. Die Kuppel, das westliche Tor und die Bögen wurden umgestürzt. Im 16. Jahrhundert wurde Samtawissi von Gaiane und Siaosch Amilachwari renoviert. Gaiane war die Schwester des Königs von Imeretien Bagrat IV. und Siaosch ihr Sohn. Diese Renovierung wurde später als „zweite Bau der Kathedrale von Samtawissi“ bezeichnet. 1847 wurde die Kirche noch einmal restauriert.